# 덤하현
덤하현(담하현, 베트남어: Đầm Hà / 潭河)은 베트남 꽝닌성의 농촌현이다.

## 행정 구역
덤하현에는 덤하 시진과 9개 사가 있다.

### 시진
- 덤하 시진 (Thị trấn Đầm Hà / 潭河市鎭)

### 사
- 다이빈 사 (Xã Đại Bình / 大平社)
- 덤하 사 (Xã Đầm Hà / 潭河社)
- 득옌 사 (Xã Dực Yên / 翊安社)
- 꽝안 사 (Xã Quảng An / 廣安社)
- 꽝럼 사 (Xã Quảng Lâm / 廣林社)
- 꽝러이 사 (Xã Quảng Lợi / 廣利社)
- 꽝떤 사 (Xã Quảng Tân / 廣新社)
- 떤빈 사 (Xã Tân Bình / 新平社)
- 떤럽 사 (Xã Tân Lập / 新立社)

2019년 12월 17일, 꽝러이사가 꽝떤사로 통합되었다.